# Arianna Vanderpool-Wallace
Arianna Vanderpool-Wallace, född 4 mars 1990, är en bahamansk simmare. 
Vanderpool-Wallace tävlade i två grenar (50 och 100 meter frisim) för Bahamas vid olympiska sommarspelen 2008 i Peking. Vid olympiska sommarspelen 2012 i London tävlade Vanderpool-Wallace i två grenar (50 och 100 meter frisim). 
Vid olympiska sommarspelen 2016 i Rio de Janeiro tävlade Vanderpool-Wallace i två grenar (50 och 100 meter frisim).